# Chakghat
Chakghat è una suddivisione dell'India, classificata come nagar panchayat, di 9.103 abitanti, situata nel distretto di Rewa, nello stato federato del Madhya Pradesh. In base al numero di abitanti la città rientra nella classe V (da 5.000 a 9.999 persone).

## Geografia fisica
La città è situata a 25° 02' 31 N e 81° 44' 21 E.

## Società

### Evoluzione demografica
Al censimento del 2001 la popolazione di Chakghat assommava a 9.103 persone, delle quali 4.816 maschi e 4.287 femmine. I bambini di età inferiore o uguale ai sei anni assommavano a 1.630, dei quali 854 maschi e 776 femmine. Infine, coloro che erano in grado di saper almeno leggere e scrivere erano 5.783, dei quali 3.447 maschi e 2.336 femmine.